# Бартеро, Хорхе
Хорхе Освальдо Бартеро (исп. Jorge Osvaldo Bartero); род. 28 декабря 1957, Буэнос-Айрес) — аргентинский футболист, выступавший на позиции вратаря. В настоящее время тренер вратарей аргентинского клуба «Велес Сарсфилд».

## Карьера
Профессиональную карьеру начал в 1977 году в столичном клубе «Велес Сарсфилд», где провёл большую часть своей карьеры. За «Фортик» Бартеро провёл 12 сезонов и сыграл 163 матча. В 1985 году был взят в аренду в «Альмиранте Браун». Сезон 1990/91 провёл в «Унионе» из Санта-Фе. После 2 сезона защищал ворота «Расинга» из Авельянеды. Сезон 1993/94 провёл в клубе из второго дивизиона — «Депортиво Итальяно». Карьеру завершил в 1995 году в «Чакарита Хуниорс».
В сборную был включён на Кубок Америки 1987 в Аргентине, но на нём играл роль резервного вратаря сборной и поэтому не провёл ни одного матча. После Бартеро в сборную не приглашали.